# Союз ТМА-18
Союз ТМА-18 — российский пилотируемый космический корабль, на котором был осуществлён пилотируемый полёт к международной космической станции. Двадцать второй полёт космического аппарата серии «Союз» к МКС. Экипаж корабля входил в состав двадцать третьей, а также двадцать четвёртой долговременной экспедиции.

## Эмблема полёта
В основе эмблемы корабля — рисунок победительницы конкурса детского рисунка на лучшую эмблему экспедиции Насти Березуцкой из города Курчатов.

## Экипаж
Экипаж старта и посадки
- (ФКА) Александр Скворцов (1) — командир экипажа.
- (ФКА) Михаил Корниенко (1) — бортинженер.
- (НАСА) Трейси Дайсон (2) — бортинженер.

Дублирующий экипаж
- (ФКА) Александр Самокутяев — командир экипажа.
- (ФКА) Андрей Борисенко — бортинженер.
- (НАСА) Скотт Келли — бортинженер.

## Хроника подготовки к полёту
08 февраля 2010 года — транспортный пилотируемый космический корабль «Союз ТМА-18» доставлен на станцию Тюра-Там, откуда после выполнения прохождения таможни состав с кораблем и вспомогательным оборудованием был перевезен на площадку 254 космодрома Байконур.
09 февраля 2010 года — в монтажно-испытательном корпусе площадки 254 космодрома состоялась выгрузка космического корабля из вагона и установка его в стенд. Началась подготовка к проведению электрических испытаний систем.
11 февраля 2010 года — испытания работы радиотелеметрических систем, системы «Квант» и системы построения инфракрасной вертикали.
16 февраля 2010 года — испытания системы «Курс», обеспечивающей проведение стыковки корабля к станции, проверка БЦВМ спускаемого аппарата.
27 февраля 2010 года — завершились автономные проверки систем корабля. Начаты комплексные испытания систем корабля. На площадке № 31 начата подготовка заправочной станции к предстоящей заправке компонентами топлива и сжатыми газами двигательной установки корабля.
01 марта 2010 года — успешно завершены испытания корабля в безэховой камере, в ходе которых были проверены система «Курс» и другие радиосистемы корабля. Начата подготовка корабля к проведению пневматических испытаний.
11 марта 2010 года — в ЦПК имени Ю. А. Гагарина прошёл первый день экзаменационной комплексной тренировки экипажей. Основной экипаж провел тренировку на тренажёре российского сегмента МКС, оценка «отлично». Дублирующий экипаж провел предстартовую комплексную тренировку в тренажере транспортного пилотируемого корабля «Союз ТМА», оценка «хорошо».
На космодроме Байконур продолжается подготовка к пуску. С начала недели корабль «Союз ТМА-18» находился в вакуум-камере, где проходил проверки на герметичность. Утром 11 марта проверки были закончены с положительным результатом.
12 марта 2010 года — в ЦПК имени Ю. А. Гагарина завершился второй день комплексной экзаменационной тренировки экипажей. Основной экипаж провел экзаменационную тренировку в тренажере ТПК «Союз ТМА», оценка «отлично». Дублирующий экипаж провел тренировку на тренажёре российского сегмента МКС, оценка «отлично».
16 марта 2010 года — в здании Роскосмоса состоялось заседание Коллегии Федерального космического агентства с повесткой «О готовности к запуску транспортного пилотируемого корабля (ТПК) „Союз ТМА-18“ и программе работ экипажа двадцать третьей основной экспедиции (МКС-23)». Принято предварительное решение о составе экипажей.
В монтажно-испытательном корпусе площадки 112 космодрома Байконур расчеты начата сборка и испытания ракеты-носителя «Союз-ФГ», предназначенной для запуска корабля «Союз ТМА-18». Выполняется сборка второй ступени ракеты, начались пневматические испытания блоков первой ступени ракеты-носителя.
19 марта 2010 года — прошла встреча руководителя Федерального космического агентства с основным и дублирующим экипажами.
21 марта 2010 года — на аэродром Крайний двумя самолётами «ТУ-134» были раздельно доставлены основной и дублирующий экипажи.
22 марта 2010 года — на космодроме Байконур в монтажно-испытательном корпусе площадки 254 состоялась первая тренировка экипажей. Основной экипаж провел тренировочное занятие в ТПК «Союз ТМА-18», дублирующий работал с бортовой документацией. Затем основной примеривал скафандры, а дублирующий тренировался в корабле.
23 марта 2010 года — на заправочной станции площадки 31 космодрома закончена заправка компонентами топлива и сжатыми газами баков двигательной установки корабля «Союз ТМА-18». С ракетой-носителем «Союз-ФГ» проводились автономные испытания системы управления. Продолжается подготовка стартового комплекса площадки № 1 космодрома, откуда предстоит стартовать ракете. На Байконуре в испытательном учебно-тренировочном комплексе ЦПК им. Ю. А. Гагарина основной и дублирующий экипажи подняли флаги государств — участников космического полёта.
24 марта 2010 года — ночью ТПК «Союз ТМА-18» был доставлен с заправочной станции площадки 31 в монтажно-испытательный корпус площадки 254 космодрома, где специалисты РКК «Энергия» имени С. П. Королева" и Космического центра «Южный» выполнили установку пилотируемого корабля в стенд. Ведется подключение оборудования и аппаратуры корабля к наземной кабельной сети для проведения проверок и испытаний.
25 марта 2010 года — корабль установлен на переходной блок (проставку, соединяющую корабль с верхней ступенью ракеты-носителя). Основной и дублирующий экипажи корабля тренируются на симуляторе ручной стыковки к МКС и изучают документацию «МИМ-1» (малого исследовательского модуля).
26 марта 2010 года — в монтажно-испытательном корпусе площадки 254 космодрома идет подготовка к авторскому осмотру и накатке головного обтекателя. В монтажно-испытательном корпусе площадки 112 космодрома расчеты головного предприятия и байконурского филиала самарского «ЦСКБ-Прогресс» и Космического центра «Южный» выполняют перекладку третьей ступени ракеты с рабочего места на монтажно-стыковочную тележку, где будет проводиться стыковка ступени с космической головной частью. Основной и дублирующий экипажи корабля «Союз ТМА-18» изучают бортовую документацию корабля «Союз». С ними запланировано также проведение занятий по программе полета корабля и программе экспедиции МКС.
27 марта 2010 года — дублирующий экипаж совершил экскурсию по городу Байконур с возложением цветов к памятникам Ю. А. Гагарину и С. П. Королеву и посещением музея. Глава города А. Ф. Мезенцев вручил космонавтам памятные серебряные значки и сертификаты за вклад в развитие космонавтики. Основной экипаж продолжает плановую подготовку.
31 марта 2010 года — состоялся вывоз ракеты с кораблем на старт площадки 1 («гагаринский»). Подведены мачты обслуживания, ведутся работы по графику первого «стартового дня».
01 апреля 2010 года — в испытательном учебно-тренировочном комплексе ЦПК им. Ю. А. Гагарина (площадка 17) состоялось заседание Государственной комиссии, на котором были утверждены основной и дублирующий экипажи.

## Хроника полёта
02 апреля 2010 года — в 8 часов 04 минут московского времени состоялся успешный пуск. Корабль выведен на орбиту искусственного спутника Земли.
04 апреля 2010 года — в 9 часов 26 минут московского времени произошла успешная стыковка с МКС, в 11 часов 05 минут экипаж открыл люки и перешёл на станцию.
(Хронология приведена по информации Пресс-службы Роскосмоса и КЦ «Южный»).
24 сентября 2010 года корабль не смог отстыковаться от МКС в запланированное время из-за технических проблем. Отстыковка была перенсена на следующий день.
25 сентября 2010 года в 9.23 корабль благополучно приземлился в Казахстане.